# Йоганн Баптист Зауер
Йоганн Баптист Зауер — відомий архітектор XVII століття, автор і будівничий Храму Петра і Павла у Вільнюсі, Свято-Троїцького собору у Чернігові, Спасо-Преображенського собору у Мгарському монастирі.

## Біографія
Йоганн-Баптист народився в польському місті Казімеж на початку XVII століття. Почав працювати у Краківському цеху мулярів і каменярів. Він втілював у життя різноманітні проєкти і виконував замовлення монастирів, храмів, заможних шляхтичів тощо. З 1658 по 1665-й рік він очолював Краківський цех мулярів і каменярів. Йоганн-Баптист Зауер упродовж семи років був старшим майстром краківського цеху, мав ґрунтовну фахову підготовку і значний досвід. У другій половині XVII ст. зодчий був змушений покинути роботу і шукати іншу. Головною причиною змін стали об'єктивні зміни у Польщі: розпочався період політичної кризи і економічного занепаду. Об'єднання краківських умільців розпалося, спеціалісти роз'їхалися по інших містах для виконання замовлень грошовитих феодалів.
Зміна місця діяльності майстра Йоганна-Баптиста сприяла його вдосконаленню. Зауера починають запрошувати на авторські будівництва, де розкривається його архітектурний талант.
У 1690 році Зауер на певний час залишає Україну і повертається на батьківщину. Метою від'їзду було бажання майстра взяти участь у перебудові костьолу паулінів на Ясній Гурі в Ченстохові. Зодчий змінює його готичний стиль і надає будівлі барокових форм.
Навесні 1695 року він знову приїздить в Україну, щоб завершити роботу в Мгарській обителі.

## Творчість
Найкращі дітища архітектора Йоганна Баптиста Зауера — Свято-Троїцький собор у Чернігові, Спасо-Преображенський — у Мгарському монастирі, костьол Петра і Павла у Вільнюсі.

### Петропавлівський храм у Вільнюсі
Першою серйозною самостійною роботою польського каменяра став храм Петра і Павла у Вільнюсі. Туди його запросив сам литовський гетьман Міхал Казімеж Пац. Неординарність Зауера як гарного зодчого була відома вже і за межами його країни. Завдання, яке поставив замовник перед польським підрядником, було не з легких — звести храм, котрий мав би виразно виділитися з-поміж уже наявних, і цим підкреслив би вищість ктитора над литовською знаттю. До Вільнюса майстер прибув уже з готовим дерев'яним макетом майбутнього костьолу. Меценатові проєкт сподобався, щоправда, він вніс певні корективи в модель будівлі, але загалом залишив запропонований автором варіант. Останній нагадував схему церкви Іль Джесу в Римі (1575 рік, архітектори Д. Віньйола, Дж. дела Порта), яка започатковувала бароковий архітектурний стиль.
Петропавлівський храм збудували за чотири роки. Польський зодчий керував групою майстрів із 80 осіб і виявив себе як прекрасний знавець будівничої справи, та умілий організатор величезного обсягу роботи над монументальним об'єктом. Й.-Б. Зауер особисто не зміг завершити костьол. Закінчив розпочате будівництво італійський зодчий Фредіані ді Лука, який не вніс відчутних змін у задум архітектора.
Ще однією литовською роботою Йоганна став костьол монастиря ордену камальдулів поблизу Каунаса. Будівля зводилася сім років (з 1667-го по 1774-й рік). Першим її автором був чернець-венецієць Людовико Фредо. А польському майстрові довелося вдосконалювати і завершувати розпочату справу до кінця.

### Мгарський Спасо-Преображенський собор
Зведення Мгарського Спасо-Преображенського собору було найшвидшим з усіх серйозних попередніх робіт талановитого зодчого: церкву заклали у 1684 році, а основні «чорнові» роботи закінчили вже до 1687-го. Свою функцію автор виконав чітко й оперативно. Паралельно із храмозведенням архітектор забудовував монастирські келії та господарські приміщення. У серпні 1684 року він тимчасово виїздив до м. Глухова — для допомоги в облаштуванні нової парафіяльної церкви.

### Свято-Троїцький собор у Чернігові
Ініціатором будівництва Троїцького монастиря був церковний діяч і письменник кінця XVII ст. архієпископ чернігівський Лазар Баранович. У 1672 році він переїхав у Чернігів зі своєї колишньої резиденції в Новгороді-Сіверському.
Свято-Троїцький собор був закладений у 1679 р. Лазарем Барановичем за проєкт і під керівництвом архітектора. Збудований коштом гетьмана України Івана Мазепи у 1695 році. Це визначна пам'ятка, яка розкриває шляхи становлення і розвитку архітектури українського бароко.
Собор тринавний, шестистовпний, триапсидний. Він наслідує традиції храмового будівництва Русі. На верху собору сім барокових бань: головна баня вивершується над центром.
Стіни собору, вікна, арковидні і квадратні ніші прикрашені бароковими вертикальними та горизонтальними профільними лініями і напівколонками. У нішах містяться розписи. В другому ярусі Троїцького собору над входом знаходиться вікно у вигляді православного хреста.